# Coroaci
Coroaci är en kommun i Brasilien.   Den ligger i delstaten Minas Gerais, i den sydöstra delen av landet, 700 km sydost om huvudstaden Brasília. Antalet invånare är 10 274.
Omgivningarna runt Coroaci är huvudsakligen savann. Runt Coroaci är det glesbefolkat, med 20 invånare per kvadratkilometer.